# Южна Йен
Южна Йен е държава създадена през 398 година от Мужун Дъ.

## История
Мужун Дъ е потомък на Мужун Хуан, водач на сиенбейския род Мужун, който през 337 година основава държавата Ранна Йен. През 384 година по-големият брат на Мужун Дъ Мужун Чуей оглавява бунт срещу Ранна Цин и основава държавата Късна Йен, като Мужун Дъ е един от приближените му. През следващите години се засилва натискът върху Късна Йен от нейния западен съсед Северна Уей. През 398 година силите на Късна Йен са разкъсани на две и Мужун Дъ се обявява за самостоятелен владетел в южните области около Анян, поставяйки началото на Южна Йен.
През 399 година Мужун Дъ провежда успешно настъпление в Шандун, отнема централните и източни части на полуострова от империята Дзин и се установява в тази област. През следващата година се обявява за император. След смъртта му през 405 година е наследен от племенника си Мужун Чао, който през 407 година се признава за васал на Късна Цин вероятно поради военно поражение. През 409 година армия на Източна Дзин, водена от военачалника Лю Сун, напада страната, а през 410 година я превзема напълно и Мужун Чао умира.